# Lennie James
Lennie James   (Nottingham, 11 d'octubre de 1965) és un actor, guionista i dramaturg anglès. És conegut pel seu paper de Morgan Jones a The Walking Dead i Fear the Walking Dead, i ha aparegut a moltes pel·lícules, incloent Snatch (porcs i diamants) (2000), Sahara (2005) i Blade Runner 2049 (2017).

## Biografia
Entre els seus papers més notables a televisió es troba Mr. Glen Boyle en drama mèdic Crític a Sky 1. A la televisió americana, va interpretar al misteriós Robert Hawkins de la sèrie de la CBS Jericho i Detective Joe Geddes de la sèrie televisiva de l'AMC Low Winter Sun. També va ser el Detectiu Superintendent en Cap
Anthony "Tony" Gates a la sèrie Duty of Line.	
James ha fet a The Walking Dead papers de convidat en la primera, tercera i cinquena temporades abans de pasar a formar part del repartiment principal en la sisena temporada i deixant la serie en la vuitena. El 15 d'april de 2018, apareix com a actor regular a la quarta temporada de Fear the Walking Dead.

## Filmografia

### Actor
| Any  | Títol                | Paper              | Notes |
| ---- | -------------------- | ------------------ | ----- |
| 1998 | Perduts en l'espai   | Jeb Walker         |       |
| 1998 | Els miserables       | Enjolras           |       |
| 1998 | Among Giants         | "Shovel"           |       |
| 1998 | Elephant Juice       | Graham             |       |
| 2000 | Snatch               | Sol                |       |
| 2001 | Lucky Break          | Rudy "Rud" Guscott |       |
| 2001 | The Martins          | Constable Alex     |       |
| 2002 | 24 Hour Party People | Alan Erasmus       |       |
| 2005 | Sahara               | Zateb Kazim        |       |
| 2007 | Outlaw               | Cedric Munroe      |       |
| 2010 | The Next Three Days  | Lieutenant Nabulsi |       |
| 2011 | Colombiana           | James Ross         |       |
| 2012 | Lockout              | Harry Shaw         |       |
| 2014 | Swelter              |                    |       |
| 2014 | Get on Up            | Joe James          |       |
| 2017 | Blade Runner 2049    | Mr. Cotton         |       |

| Any             | Títol                 | Paper               | Notes                       |
| --------------- | --------------------- | ------------------- | --------------------------- |
| 1991            | The Orchid House      | Baptist             | 1x02-1x03-1x04              |
| 1992            | Civvies               | Cliff Morgan        | 6 episodis                  |
| 1994            | A Touch of Frost      | DC Carl Tanner      | 2x01                        |
| 1994            | Love Hurst            | Steve               | 3x03                        |
| 1995–1996       | Out of the Blue       | DC Bruce Hannaford  | 12 episodis                 |
| 1998            | Cold Feet             | Kris Bumstead       | 1x02-1x05-1x06 (3 episodis) |
| 1998            | Undercover            | Matt Lomas          | 5 episodis                  |
| 2000            | Storm Damage          | Bonaface            | Pel·lícula de televisió     |
| 2003            | Buried                | Lee Kingley         | 8 episodis                  |
| 2004            | Family Business       | Roy Tobelem         | 1x04                        |
| 2005            | ShakespeaRe-Told      | Oberon              | 1x04                        |
| 2006–2008       | Jericho               | Robert Hawkins      | 30 episodis                 |
| 2006            | Spooks                | David Newman        | 5x08                        |
| 2006            | The State Within      | Luke Gardner        | 4 episodis                  |
| 2008            | Fallout               | DS Joe Stephens     | Pel·lícula de televisió     |
| 2009            | Lie to Me             | Terry "Tel" Marsh   | 2x05                        |
| 2009            | Three Rivers          | Dr. Maguire         | 1x05                        |
| 2009            | The Prisoner          | 147                 | 6 episodis                  |
| 2010–2011       | Hung                  | Charlie             | 14 episodis                 |
| 2010; 2013–2018 | The Walking Dead      | Morgan Jones        | 36 episodis                 |
| 2012            | Line of Duty          | DCI Tony Gates      | 5 episodis                  |
| 2013            | Run                   | Riccard             | 2 episodis                  |
| 2013            | Low Winter Sun        | Joe Geddus          | 10 episodis                 |
| 2015            | Critical              | Glen Boyle          | 13 episodis                 |
| 2018–2020       | Save Me               | Nelson "Nelly" Rowe | 12 episodis                 |
| 2018–2023       | Fear the Walking Dead | Morgan Jones        | 61 episodis                 |

### Actor de veu
| Any  | Títol                       | Paper      | Notes |
| ---- | --------------------------- | ---------- | ----- |
| 2014 | Destiny                     | Lord Shaxx |       |
| 2017 | Destiny 2                   | Lord Shaxx |       |
| 2021 | Invencible                  | Darkwing   |       |
| 2021 | Peter Rabbit 2: The Runaway | Barnabas   |       |
| 2024 | Mufasa: el rei lleó         | Obasi      |       |

### Director
| Any       | Títol                 | Notes          |
| --------- | --------------------- | -------------- |
| 2020–2022 | Fear the Walking Dead | 6x02-7x05-7x10 |